# Ban Bảo vệ và chăm sóc sức khỏe cán bộ Thành ủy Hà Nội
Ban Bảo vệ, chăm sóc sức khỏe cán bộ Thành ủy Hà Nội là cơ quan thuộc Thành ủy Hà Nội, có chức năng tham mưu về công tác bảo vệ, chăm sóc sức khoẻ cán bộ; là cơ quan chuyên môn, nghiệp vụ quản lý về công tác bảo vệ, chăm sóc sức khỏe cán bộ.
Ban Bảo vệ, chăm sóc sức khỏe cán bộ thành phố chịu sự lãnh đạo của Ban Thường vụ Thành uỷ mà trực tiếp và thường xuyên là Thường trực Thành uỷ; chịu sự hướng dẫn, kiểm tra về chuyên môn nghiệp vụ của Ban Bảo vệ, chăm sóc sức khỏe cán bộ Trung ương.

## Nhiệm vụ
Ban bảo vệ và chăm sóc sức khỏe cán bộ Thành ủy có nhiệm vụ:
- Tham mưu cho Ban Thường vụ Thành uỷ về: Chế độ, chính sách và những giải pháp bảo vệ, chăm sóc sức khoẻ đối với cán bộ. Tổ chức sơ kết, tổng kết và xác định phương hướng, nhiệm vụ công tác bảo vệ, chăm sóc sức khoẻ cán bộ.
- Trực tiếp theo dõi, quản lý sức khoẻ: Cán bộ được công nhận là người hoạt động cách mạng trước ngày 01/01/1945 (lão thành cách mạng), cán bộ hoạt động cách mạng từ ngày 01/01/1945 đến trước tổng khởi nghĩa 19/8/1945 (cán bộ hoạt động cách mạng "tiền khởi nghĩa"); cán bộ cao cấp của Trung ương đang công tác trên địa bàn thành phố; cán bộ thuộc diện Ban Thường vụ Thành uỷ quản lý (cả đương chức và nghỉ hưu); cán bộ lãnh đạo từ cấp cục, vụ, viện và tương đương trở lên đã nghỉ hưu cư trú trên địa bàn thành phố và một số đối tượng khác theo quy định của Ban Thường vụ Thành uỷ (gọi tắt là cán bộ thuộc diện quản lý).
- Phối hợp bảo vệ, chăm sóc sức khoẻ cho cán bộ lãnh đạo trưởng, phó cục, vụ, viện và tương đương trở lên của các cơ quan Trung ương đang công tác trên địa bàn thành phố.
- Phối hợp với Ban Tổ chức Thành uỷ thực hiện chế độ, chính sách về bảo vệ, chăm sóc sức khoẻ đối với cán bộ diện Ban Thường vụ Thành uỷ quản lý.
- Định kỳ (quý, 6 tháng, năm) hoặc đột xuất báo cáo tình hình hoạt động của Ban và các nội dung khác theo yêu cầu với Ban Thường vụ Thành uỷ và Ban Bảo vệ, chăm sóc sức khoẻ cán bộ Trung ương.
- Tổ chức chỉ đạo, quản lý trực tiếp hoạt động của các bộ phận chuyên môn trực thuộc Ban; nâng cao chất lượng đội ngũ cán bộ chuyên trách, Hội đồng chuyên môn bảo vệ sức khoẻ cán bộ thành phố; nâng cấp trang thiết bị y tế, kỹ thuật, cơ sở vật chất cần thiết để đáp ứng nhu cầu khám, chữa bệnh cho cán bộ thuộc diện quản lý.
- Hướng dẫn, kiểm tra công tác bảo vệ, chăm sóc sức khoẻ cán bộ các quận, huyện, thị xã; các cơ quan sở, ban, ngành thành phố và tương đương.
- Thực hiện một số nhiệm vụ khác do Thường trực Thành uỷ, Ban Thường vụ Thành uỷ giao.

## Tổ chức
Ban bảo vệ chăm sóc sức khỏe cán bộ Thành ủy gồm:
- Trưởng ban
- Phó trưởng ban
- Ủy viên

Ban bảo vệ và chăm sóc sức khỏe cán bộ thành ủy Hà Nội hiện nay:
- Trưởng ban:	Ngô Thị Thanh Hằng
- Phó trưởng ban:	Lê Hồng Minh
- Chánh văn phòng:	Dương Văn Long